# David „Big Sleeps“ Velazquez
David Velazquez, genannt „Big Sleeps“, ist ein weltweit bekannter Tattoo-Artist.

## Leben und Karriere
Big Sleeps wuchs in den 80er und 90er Jahren in Los Angeles, Kalifornien, USA auf. Er eignete sich seit frühester Jugend als Graffiti-Künstler eine ganz eigene Schriftsprache an und entwickelt seine Techniken und Formsprachen seitdem ständig weiter. Er gehört zu den bekanntesten Vertretern einer neuen urbanen Schriftkunst und nimmt regelmäßig an Tattoo-Conventions und Kunstausstellungen weltweit teil, unter anderem im El Segundo Museum of Art (ESMoA), dem Natural History Museum in Los Angeles oder der HHH Gallery in Japan.

## Art is a State of Mind
Die sechsteilige Doku-Serie Art is a State of Mind von Aljoscha Pause aus dem Jahr 2022 widmet sich im zweiten Teil unter anderem dem Künstler David „Big Sleeps“ Velazquez.